# La Salsa
Singles de 2Be3
Donne Pour être libre
La Salsa est une chanson française des 2Be3, extraite de l'album Partir un jour. Elle fut respectivement classée no 7 et no 11 aux hit-parades français et belge en 1997.

## Certifications
| Pays   | Organisme | Certification |
| ------ | --------- | ------------- |
| France | SNEP      | Or            |